# Plop (strugure)
Plop este un soi vechi de struguri albi cultivat în Oltenia. Strugurii se coceau pe la sfârșitul lunii septembrie, începutul lunii octombrie obținându-se din aceștia un vin de masă.